# Joseph-Gaspard de Montmorin de Saint-Hérem
Pour les articles homonymes, voir comte de Montmorin et Montmorin.
Joseph-Gaspard de Montmorin de Saint-Hérem (né à Jenzat vers 1657 et mort le 7 novembre 1723 à Paris) est un militaire français, qui devenu veuf, entre en religion et est consacré évêque d'Aire (1711-1723). Six de ses enfants intègrent également le service de l'Église catholique dont son coadjuteur et successeur.

## Biographie
Joseph-Gaspard de Montmorin de Saint-Hérem, la forme Montmorin Saint-Hérem sera ensuite retenue par la famille, est issu d'une famille originaire de Montmorin en Auvergne. Il est le fils d'Édouard de Montmorin de Saint de Hérem, seigneur de La Chassaigne (vers 1630-1705) et de Marie de Champfeu (vers 1620-1710). Il exerce d'abord la carrière des armes comme cornette puis comme colonel-général. Il épouse le 10 février 1684 Louise Françoise de Bigny († 1700) qui lui donne dix enfants, six fils et quatre filles.
Après la mort de son épouse le 28 novembre 1700, il décide de suivre sa vocation religieuse et devient un homme d'Église. Il entre au séminaire Saint-Magloire et est ordonné  prêtre. Il devient ensuite le vicaire général de son cousin Armand de Montmorin, archevêque de Vienne. Il est député de la province ecclésiastique de Vienne lors de l'Assemblée du clergé de 1710 lorsqu'il est nommé évêque d'Aire. Il est consacré par son cousin la même année et prend possession de son siège. On considère qu'il gère « paternellement son diocèse » d'autant plus qu'il s'adjoint le 20 janvier 1723 comme coadjuteur son 3e fils et futur successeur Gilbert Gaspard de Montmorin de Saint-Hérem et que cinq autres de ses enfants dont toutes ses filles entrent également en religion et il meurt à Paris le 2 novembre 1723

## Postérité
- François-Gaspard de Montmorin Saint-Hérem (1685-1752), marié le 11 mai 1711 avec Marie Michelle Cordeboeuf de Beauverger de Montgon; dont postérité.
- Édouard de Montmorin de Saint-Hérem (1689- † décembre 1727), capitaine de cavalerie.
- Anne de Montmorin de Saint-Hérem (1690- † 30 novembre 1765), coadjutrice de sa tante et homonyme Anne  24e abbesse de Notre-Dame de Clavas dans le diocèse du Puy-en-Velay du 22 février 1699 jusqu'en 1722, puis elle-même abbesse de Clavas et aussi de l'abbaye de la Séauve en 1763 morte en 1765 à l'âge de 75 ans [2]
- Gilbert Gaspard de Montmorin de Saint-Hérem (1691-1770), évêque de Langres ;
- Thomas de Montmorin de Saint-Hérem (1693- † 5 juillet 1723), dit l'abbé de Saint-Hérem, abbé de Bonnevaux, docteur en théologie de la Sorbonne, député de la province d’Auch à l’Assemblée du clergé.
- Marie Amable de Montmorin de Saint-Hérem, 1694- religieuse à l'abbaye de Clavas.
- Louise-Claire de Montmorin de Saint-Hérem († 1753), abbesse de l'abbaye de Mercoire (diocèse de Mende) en 1729, abbesse de Port-Royal de Paris en 1741, puis abbesse de l'abbaye de Fontevraud (1742-1753).
- Armand-Gabriel de Montmorin de Saint-Hérem (25 mai 1696 - 15 septembre 1752), dit le chevalier de Saint-Hérem, épouse le 18 mars 1739,  Marie Catherine Le Gendre de Collandres, dame de la châtellenie de Gaillefontaine, morte à Gaillefontaine le 5 mai 1779, dont postérité, notamment Armand Marc de Montmorin Saint Hérem, ambassadeur et ministre du Roi Louis XVI ;
- Louis-François de Montmorin de Saint-Hérem (1698- ?)
- Catherine de Montmorin de Saint-Hérem, religieuse à l'abbaye Notre-Dame de Bellavaux de Charenton (diocèse de Bourges), transférée à l'abbaye de Jouarre puis abbesse de l'abbaye de Montreuil-les-Dames près de Laon.

### Pages connexes
- De Montmorin
- Liste des évêques d'Aire